# Nyhedstiming
Nyhedstiming er et begreb indenfor pressehåndtering og journalistik, hvor dårlige nyheder, der skal sendes ud, bliver sendt ud på et tidspunkt hvor de forventes at drukne i andre nyheder. Eller omvendt hvor ens egne gode historier sendes ud på nyhedsfattige dage, hvor de vil få stor opmærksomhed.